# Mistrovství světa v judu 1981
XI. mistrovství světa se konalo v Euro Hall v Maastrichtu ve dnech 3.-6. září 1981.
- seznam účastníků

## Program
- ČTV - 03.09.1981 - těžká váha (+95 kg)
- ČTV - 03.09.1981 - polotěžká váha (−95 kg)
- PAT - 04.09.1981 - střední váha (−86 kg)
- PAT - 04.09.1981 - polostřední váha (−78 kg)
- SOB - 05.09.1981 - lehká váha (−71 kg)
- SOB - 05.09.1981 - pololehká váha (−65 kg)
- NED - 06.09.1981 - supelehká váha (−60 kg)
- NED - 06.09.1981 - bez rozdílu vah

## Výsledky
| Kategorie | Podrobně | Zlato                      | Stříbro                   | Bronz                    | Bronz                        |
| --------- | -------- | -------------------------- | ------------------------- | ------------------------ | ---------------------------- |
| −60 kg    | podrobně | Jasuhiko Moriwaki (JPN)    | Pavel Petřikov (TCH)SVK   | Felice Mariani (ITA)     | Phil Takahashi (CAN)         |
| −65 kg    | podrobně | Kacuhiko Kašiwazaki (JPN)  | Constantin Niculae (ROU)  | Hwang Čong-o (KOR)       | Petras Ponomariovas (URS)LTU |
| −71 kg    | podrobně | Pak Čong-hak (KOR)         | Serge Dyot (FRA)          | Karl-Heinz Lehmann (GDR) | Vojislav Vujević (YUG)CRO    |
| −78 kg    | podrobně | Neil Adams (GBR)           | Džiro Kase (JPN)          | Kevin Doherty (CAN)      | Georgi Petrov (BUL)          |
| −86 kg    | podrobně | Bernard Tchoullouyan (FRA) | Seiki Nose (JPN)          | Davit Bodaveli (URS)GEO  | Detlef Ultsch (GDR)          |
| −95 kg    | podrobně | Tengiz Chubuluri (URS)GEO  | Robert Van de Walle (BEL) | Ha Hjong-ču (KOR)        | Roger Vachon (FRA)           |
| +95 kg    | podrobně | Jasuhiro Jamašita (JPN)    | Grigorij Veričev (URS)RUS | Vladimír Kocman (TCH)SVK | Juha Salonen (FIN)           |